# 福尔克斯费尔德县
福尔克斯费尔德是德国莱茵兰-普法尔茨州的一个市镇。总面积2.58平方公里，总人口569人，其中男性293人，女性276人（2011年12月31日），人口密度221人/平方公里。